# Carlus

Carlus este o comună în departamentul Tarn din sudul Franței. În 2009 avea o populație de 667 de locuitori.

## Evoluția populației
| An        | 1975 | 1982 | 1990 | 1999 | 2006 | 2009 |
| --------- | ---- | ---- | ---- | ---- | ---- | ---- |
| Populație | 319  | 584  | 580  | 547  | 641  | 667  |